# Евлампий (Краснокутский)
Епископ Евлампий (в миру Евлампий Константинович Краснокутский; ум. 1922) — епископ Русской православной церкви, епископ Александровский и Павлоградский, викарий Екатеринославской епархии.

## Биография
С 10 апреля 1905 года — кандидат казначея Екатеринославского епархиального отдела Императорского православного палестинского общества в сане священника.
Был возведён в сан протоиерея, овдовел. Служил в Екатеринославе (ныне Днепр) в Благовещенской церкви на Александро-Невской площади, был заведующим Александро-Невской церковно-приходской одноклассной школы при Александро-Невской церкви. Член Екатеринославской духовной консистории.
В 1914 году пострижен в монашество и возведён в сан архимандрита.
13 февраля 1916 года был назначен на должность настоятеля Самарского Свято-Троицкого монастыря Екатеринославской епархии.
Указом Святейшего Синода от 5 июля 1917 года была учреждена должность второго викария Екатеринославской епархии с титулом «Павлоградский», куда назначили архимандрита Евлампия (Краснокутского). 30 июля 1917 года был хиротонисан во епископа Александровского и Павлоградского, викария Екатеринославской епархии.
В ноябре 1919 года благочинные Екатеринославской епархии получили циркуляр духовной консистории, составленный на основе постановления патриарха и его Синода № 2556 от 25 сентября того года. Он уведомлял о «принятии во внимание решения Собора южно-русских епископов», согласно которому владыка Екатеринославский Агапит освобождался от управления Екатеринославской епархией. Управляющим епархией назначили епископа Евлампия.
В 1921 году ушёл на покой.
Скончался в 1922 году.